# Ketan Bhatti
Ketan Bhatti (* 1981 in Neu-Delhi) ist ein deutscher Komponist, Schlagzeuger und Musikproduzent deutsch-indischer Abstammung.

## Leben und Werk
Bhatti, der in Bielefeld aufwuchs, lernte als Kind Klavier und Schlagzeug. Er war früh in der deutschen Jazz- und Hip-Hop-Szene aktiv und studierte Jazz-Drums an der Universität der Künste in Berlin, wo er seit 2002 lebt. Bhatti ist ein Grenzgänger zwischen verschiedenen Genre- und Kulturwelten. Er bewegt sich zwischen Neuer, Elektronischer und Populärer Musik und forscht über transtraditionelle zeitgenössische Musiksprachen.
Seine Arbeiten reichen von zeitgenössischer Kammermusik, über experimentelles Musik – und Tanztheater, Bühnen – und Filmmusik, bis hin zu elektronischen, Hip-Hop-basierten Produktionen, wobei unter anderem subkulturelle Strömungen, sowie die Interaktion akustischer und elektronischer Klanggestaltung eine wesentliche Rolle spielen.
Von 2010 bis 2012 war Bhatti Stipendiat der Graduiertenschule für die Künste und die Wissenschaften der UdK Berlin unter der Betreuung von Daniel Ott (Komposition) und Gunter Gebauer (Philosophie). In diesem Rahmen arbeitete er mit verschiedenen Ensembles und mit Wissenschaftlern an experimentellen, musiktheatralischen Mischformen aus Konzert und wissenschaftlichem Diskurs.
Als Schlagzeuger spielte Bhatti bei diversen Bands wie etwa seit 2002 bei Cyminology, die persische Lyrik in kammermusikalischen Jazz übersetzt, mit denen er mehrere CDs veröffentlichte, und dem Brandt Brauer Frick Ensemble, das Techno mit klassischen Instrumenten spielt. Mit seiner langjährigen Band Formelwesen arbeitete er bis 2011 an der Schnittelle zwischen Audio, Video und Performance und veröffentlichte ein Album, das der Berliner Gitarrist Frank Möbus produzierte.
2013 initiierten Ketan Bhatti und Cymin Samawatie das Orchester Divan der Kontinente, später umbenannt zu Trickster Orchestra, das sich aus Instrumentalisten der Berliner Philharmoniker und Musikern aus Syrien, Japan, China, Israel, Libanon, Sibirien und der Türkei zusammensetzt und unter anderem auf dem Jazzfest Berlin 2015 und 2021 gastierte. Das Trickster Orchestra vereint verschiedene Solisten in einem Kollektiv für trans-traditionelle Avantgarde-Musik und verbindet Instrumente aus Europa, West-, Zentral- und Ostasien zu einer gemeinsamen,  postmigrantischen, zeitgenössischen Musiksprache, die sich durch kulturelle Vielfalt und das Aufbrechen von Identitäten auszeichnet. Dafür erhielt das Ensemble 2022 den Deutschen Jazzpreis in der Kategorie „Großes Ensemble des Jahres“.
Ketan Bhattis enge Zusammenarbeit mit dem Berliner-Isländischen Ensemble Adapter führte zu einer Reihe Uraufführungen im Rahmen des Wien Modern Festivals 2015 zum Thema Groove und Neue Musik.
2015–2017 war Ketan Bhatti Jurymitglied des Hauptstadtkulturfonds.

### Theaterkompositionen
Als Komponist von Theatermusik arbeitet Ketan Bhatti seit 2003 mit seinem Bruder Vivan Bhatti regelmäßig für die Inszenierungen des Regisseurs Nuran David Calis unter anderem am Deutschen Theater Berlin, Schauspiel Köln, Thalia Theater Hamburg, oder für die Nibelungenfestspiele Worms.
Seit 2009 produzieren und komponieren die Bhatti-Brüder die Musik zu den Produktionen der international tourenden Berliner Breakdance-Gruppe Flying Steps. Die gemeinsame Produktion Flying Bach, für die sie Hip-Hop-Bearbeitungen von Bachs Wohltemperiertem Klavier produzierten, wurde mit dem Echo Klassik Sonderpreis 2010 ausgezeichnet.
Ketan und Vivan Bhattis Musiktheaterstücke basieren auf Kooperationen mit Autoren wie Feridun Zaimoglu oder Roland Schimmelpfennig, stellen Fragen zu Integration und Ausgrenzung und wurden z. B. an der Neuköllner Oper oder der Tischlerei der Deutschen Oper Berlin aufgeführt.
Im Tanztheaterbereich arbeitete Ketan Bhatti mit den Choreografen Davide Camplani (Sasha Waltz & Guests) für ein inklusives Tanztheater mit Menschen mit Down-Syndrom und mit Kadir Amigo Memis für ein Stück über heutige Jugendkultur in sozialen Brennpunktmilieus zusammen.

### Filmkompositionen
Ihr Spielfilm-Musikdebüt gaben Ketan und Vivan Bhatti 2009 mit der Filmmusik zu Frühlings Erwachen mit Wilson Gonzalez Ochsenknecht, gefolgt von der Woyzeck -Verfilmung mit Tom Schilling 2013.

## Diskographische Hinweise
- Cymin Samawatie/Ketan Bhatti: Trickster Orchestra (ECM Records 2021, mit Rabih Lahoud, Sveta Kundish, Mohamad Fityan, Susanne Fröhlich, Tilmann Dehnhard, Mona Matbou-Riahi, Wu Wei, Milian Vogel, Florian Juncker, Naoko Kikuchi, Bassem Alkhouri, Mahan Mirarab, Niko Meinhold, Sabina Ma, Taiko Saitō, Joss Turnbull, Biliana Voutchkova, Martin Stegner, Anil Eraslan, Ralf Schwarz, Korhan Erel)[15]

## Preise und Auszeichnungen
Bhatti blickt auf Stipendien und Auszeichnungen des Deutschen Musikrats, des Berliner Senats und des Goethe-Instituts zurück. Als Komponist eines mit Simon Stockhausen aufgeführten Konzerts für Jazz und Neue elektronische Musik wurde Bhatti 2008 mit dem Karl-Hofer-Preis ausgezeichnet. 2017 war er Stipendiat der Kulturakademie Tarabya in Istanbul 2022 erhielt das von ihm gemeinsam mit Cymin Samawatie initiierte und geleitete Trickster Orchester den Deutschen Jazzpreis als „Großes Ensemble des Jahres“. Bei der Verleihung des Deutschen Musikautorenpreises 2023 wurde er zusammen mit Cymin Samawatie in der Kategorie Komposition Interkulturelle Begegnung ausgezeichnet.